# معركة الدردنيل (1654)
معركة الدردنيل(بالإنجليزية: Battle of the Dardanelled)‏ هي معركة بحرية وقعت يوم 16 مايو 1654 بين اسطول الدولة العثمانية واسطول جمهورية البندقية من جانب اخر وكانت تهدف البندقية من المعركة إجبار العثمانيين على التخلى عن جزيرة كريت والتي كان قد استولى عليها العثمانين في وقت سابق وذلك من خلال فرض حصار بحرى على مضيق الدردنيل وقطع الامدادات عن قوات العثمانيين في جزيرة كريت كان الأسطول البحرى العثمانى ضحم وقوامة 79 سفينة بالإضافة لانضمام 22 قادس قادم من بحر ايجه و 14 سفينة قادمة من الساحل البربرى بهدف تعزيز قوات العثمانيين البحرية وكان يفوق بذلك اسطول البنادقة المكون من 26 سفينة وانتهت المعركة بانتصار العثمانيين وانسحاب سفن البندقية لكن العثمانيين تعرضوا لخسائر كبيرة وهو ما عد نصرا معنويا للبندقية.[بحاجة لمصدر]